# 1534.
◄ | 15. stoljeće | 16. stoljeće | 17. stoljeće | ►
◄ | 1500-ih | 1510-ih | 1520-ih | 1530-ih | 1540-ih | 1550-ih | 1560-ih | ►
◄◄ | ◄ | 1531. | 1532. | 1533. | 1534. | 1535. | 1536. | 1537. | ► | ►►
Arhitektura • Astronomija • Glazba • Kazalište • Kiparstvo • Knjige • Književnost • Kršćanstvo • Medicina • Politika • Pravo • Promet • Slikarstvo • Znanost

## Događaji
- 15. kolovoza – Sv. Ignacije Lojolski osniva rimokatolički crkveni red Isusovaca
- 13. listopada – Alessandro Farnese izabran za novog papu Pavao III.
- Portugalski kralj João III. u Brazilu stvori nasljedne kapetanije
- Henrik VIII., kralj Engleske osniva Englesku Crkvu
- Vojska Sulejmana I. osvoji Bagdad i cijelu Mezopotamiju
- Objavljen Lutherov prijevod Biblije na njemačkom jeziku

## Rođenja
- 24. siječnja – Setthathirath, laoški kralj († 1572.)
- 19. ožujka – Josip de Anchieta, španjolski isusovac i svetac Katoličke crkve († 1597.)
- 23. lipnja – Oda Nobunaga, japanski vladar († 1582.)
- Pavao Skalić, hrvatski pustolov i humanist-polihistor († 1575.)

## Smrti
- 25. rujna – papa Klement VII. (* 1478.)
- 5. ožujka – talijanski renesansni slikar Antonio da Correggio (* oko 1489.)

## Vanjske poveznice
|  | Zajednički poslužitelj ima još gradiva o temi 1534. |